# Paradoxostoma elegans
Paradoxostoma elegans is een mosselkreeftjessoort uit de familie van de Paradoxostomatidae. De wetenschappelijke naam van de soort is voor het eerst geldig gepubliceerd in 1980 door Bonaduce, Masoli, Minichelli & Pugliese.